# لیز چیس
لیز چیس (انگلیسی: Liz Chase; ۲۶ آوریل ۱۹۵۰ – ۱۰ مهٔ ۲۰۱۸) بازیکن هاکی روی چمن اهل زیمبابوه بود.
وی به‌همراه تیم ملی هاکی روی چمن زنان زیمبابوه به مدال طلا بازی‌های المپیک تابستانی ۱۹۸۰ رسیده‌است.